# Луговцев, Михаил Васильевич
Михаил Васильевич Луговцев (24 ноября 1912, Данилов, Ярославская губерния — 29 декабря 1967, Одесса) — советский военачальник, генерал-полковник (1967). Командующий войсками Одесского военного округа (1967).

## Биография
Родился в семье рабочего. В 1934—1937 годах служил в Красной Армии.
Член ВКП(б) с 1939 года.
С 1941 года — в Красной армии. Участник Великой Отечественной войны с июля 1942 года. Сначала воевал командиром учебного батальона 472-го стрелкового полка 40-й армии Воронежского фронта. В 1943 — феврале 1944 года — командир 472-го стрелкового полка 100-й стрелковой дивизии 40-й армии Воронежского, затем 1-го Украинского фронтов. Особо отличился во главе полка в Харьковской оборонительной операции в марте 1943 года, за что был награждён орденом Красного Знамени.
Участвовал в Курской битве и в Белгородско-Харьковской наступательной операции, в которой отлично действовал при прорыве немецкой обороны. Когда немцы бросили в контратаку против полка Луговцева до 20 танков с большим количеством пехоты, полк не отошёл ни на шаг. Бойцы подбили 6 танков и уничтожили свыше 200 солдат, отбросив врага. Когда полк освободил 21 августа 1943 года село Старая Ивановка Сумской области, немцы трижды пытались выбить полк из села и все три их атаки были отражены с большим уроном для врага. За период операции полк уничтожил свыше 600 солдат и захватил 93 пленных, уничтожил 10 танков, 24 автомашины, 2 орудия, захватил 5 орудий и большое количество других трофеев. Был представлен к награждению орденом Ленина, но в итоге награждён орденом Суворова 3-й степени.
Отлично действовал и в Житомирско-Бердичевской наступательной операции, прорвав полком при наступлении несколько оборонительных рубежей и захватив большие трофеи. За эту операцию награждён вторым орденом Красного Знамени.
За годы войны был дважды ранен. Вступив в войну старшим лейтенантом, окончил её подполковником.
В 1945 году — начальник штаба 284-й стрелковой дивизии 17-й армии Забайкальского фронта, участник советско-японской войны.
После окончания войны продолжил службу в Вооружённых Силах СССР. Окончил Высшую военную академию имени К. Е. Ворошилова.
С декабря 1952 года командовал 32-й гвардейской механизированной дивизией. С ноября 1956 года — начальник управления боевой подготовки Южной группы войск в Венгрии. С июня 1957 года — начальник штаба 8-й танковой армии в Прикарпатском военном округе.
В июне 1959 — феврале 1961 года — командующий 4-й общевойсковой армии Забайкальского военного округа. В феврале 1961 — июле 1962 года — начальник штаба — первый заместитель командующего войсками Закавказского военного округа. В июле 1962 — июне 1965 года — первый заместитель командующего войсками Закавказского военного округа. В июне 1965 — сентябре 1967 года — 1-й заместитель командующего войсками Одесского военного округа.
22 сентября 1967 года назначен командующим войсками Одесского военного округа. 25 октября 1967 года присвоено воинское звание генерал-полковник. 
Скоропостижно скончался 29 декабря 1967 года на 56-м году жизни от заболевания сердечно-сосудистой системы. Похоронен на Втором Христианском кладбище Одессы.

## Звание
- майор (1943)
- подполковник
- полковник (16.05.1949)
- генерал-майор танковых войск (31.05.1954)
- генерал-лейтенант танковых войск (7.05.1960)
- генерал-полковник (25.10.1967)

## Награды
- два ордена Ленина
- два ордена Красного Знамени (12.04.1943, 1.02.1944)
- орден Суворова 3-й степени (28.09.1943)
- орден Отечественной войны 2-й степени (28.09.1945)
- орден Красной Звезды
- медаль «За отвагу» (5.10.1942)
- медали